# 伊海田弘
伊海田 弘（いかいだ ひろし、1931年1月8日 - 1997年10月24日）は、日本の俳優である。1967年（昭和42年） - 1972年（昭和47年）の一時期、二階堂 浩（にかいどう ひろし）と名のった時期がある。東宝資料室では伊海田 宏と表記されている。テッサロニキ国際映画祭等に出品されて再評価される『㊙湯の街 夜のひとで』（監督渡辺護、1970年）に「トリ金」役で出演しているほか、テレビドラマ
『スーパーロボット レッドバロン』（1973 - 1974年）の「デビラー総統」役、『スーパーロボット マッハバロン』（1974年 - 1975年）の「ララーシュタイン」役で知られる。

## 人物・来歴

### 新劇から映画へ
1931年（昭和6年）1月8日、新潟県北蒲原郡（現・阿賀野市）に生まれる。実家は酒屋と電気業を兼業していた。小学6年生の時に、新発田市の法正寺へ養子入りする。
第二次世界大戦後、新制大学へ移行した1949年（昭和24年）前後の時期に東京都世田谷区の駒澤大学仏教学部に入学する。1953年（昭和28年）前後の時期に同学を卒業、劇団七曜会（1950年設立）で俳優として活動した。当時の劇団の仲間には、依田英助（1927年 - ）、家弓家正（1933年 - 2014年）、高城淳一（1925年 - 2011年）、西乃砂恵（1938年 - 1976年？）らがいた。1956年（昭和31年）10月3日に公開された『のんき夫婦』（監督杉江敏男）に端役で出演している記録が残る。同作は、当時、目黒駅に近い品川区上大崎に撮影所を持つ東京映画が製作、東宝が配給した作品であり、同社が世田谷区船橋に移転する1962年（昭和37年）8月までの間、同社の製作する喜劇作品に数多く端役で出演した。その間、1959年（昭和34年）に放送が始まって話題になった『スリラー劇場 夜のプリズム』にも出演、伊海田が出演した第5回『羽田発七時五十分』は、同年2月18日に放送された。1961年（昭和31年）2月23日 - 同28日、イイノホールでの夏堀正元の戯曲『視線クラブ』の劇団七曜会による公演（演出高城淳一・西乃砂恵）に出演、ダブルスパイ「シマ」役を演じた。
その後は、宣弘社が製作した『隠密剣士』（1963年）や、NACが製作した『忍者部隊月光』（1964年）にゲスト出演し、その傍ら、1964年（昭和39年）には二階堂 博の名で、松竹大船撮影所が製作した『馬鹿まるだし』（監督山田洋次）、『乾いた花』（監督篠田正浩）、『男の影』（監督大槻義一）といった作品に端役で出演した。1965年（昭和40年）10月に公開された『濡れた女』（監督松原次郎）に「伊海田弘」の名で出演、以降、独立系成人映画に数多く出演する。なかでも、同作を製作した山辺信雄は、『隠密剣士』で音響効果を担当していた人物であり、翌1966年（昭和41年）1月に公開された『裸の復讐』（監督高木丈夫・松原次郎）以降、山辺が主宰するヤマベプロダクション作品に多く出演した。1967年（昭和42年）2月に公開された『残忍』（監督小森白）は、小森白が代表を務める東京興映の作品であり、同作以降、二階堂 浩の名も使い分けるようになった。

### テレビ界への転身
1971年（昭和46年）11月、老舗であり大手五社の一社であった日活が成人映画路線に全面的に舵を切り、「日活ロマンポルノ」（1971年 - 1988年）を開始するが、伊海田（二階堂）は、これに出演することはなかった。1972年（昭和42年）3月に公開された『脱がせて脱がせて大勝負』（監督山本晋也）に「二階堂浩」名義で出演して以降、成人映画の世界を去る。同年2月13日に放映された『シルバー仮面ジャイアント』第12話『恐怖のサソリンガ』や第19話『逆転 シルバー旋風斬り』、同年10月8日に放映を開始した『アイアンキング』にゲスト出演したり、後者では次回予告のナレーションをレギュラーで行うようになり、再び宣弘社のテレビドラマに関わるようになっていく。同年9月に発行された『週刊平凡』第14巻第37号には、その転身ぶりについて「伊海田弘氏のみごとな変身生活」と記事を書かれた。1974年（昭和49年）10月7日に放映を開始した『スーパーロボット マッハバロン』では、敵の首領である「ゲオルク・ララーシュタイン」役でのレギュラー出演を勝ち取る。
声優事務所である河の会に一時期所属していた事があり、俳優活動と並行して声優でも活躍する。またオフィス・ボロにも所属していた。声種はハイバリトン。趣味・特技は読経、新潟弁。
1997年（平成9年）10月24日、死去した。満66歳没。
2013年（平成25年）11月9日に行われた「こちら特撮情報局 開局10周年記念コンテンツ バロンシリーズスタッフ・キャスト座談会」での下塚誠の話によると、当時旅行代理店を経営していた伊海田本人から「下塚君、もし旅行へ行くんだったらうちに注文くれる？」と声を掛けられた事がある。また同座談会でマッハバロンのメイン監督を務めた鈴木清の話では、ララーシュタインの瞳を金色にするためカラーコンタクトを入れると目が見えない状態だった。また日本現代企画社長の小林哲也と伊海田とは仲が良かったため、撮影には凄く気を遣っていたそうで「万が一伊海田さんの目に障害が出たらお前、どうするんだ!」と脅かされながら医者の立ち会いの元、5分間限定という制約で撮影したと語っている。伊海田も最初はカラーコンタクトの使用を怖がっていたという。またカラーコンタクトとララーシュタインの撮影だけは拘りを持っており、結構予算を費やしたと語っている。

### 再評価
伊海田が「二階堂浩」名義で出演し「トリ金」役を演じた『㊙湯の街 夜のひとで』（監督渡辺護、1970年）は、2004年（平成16年）6月25日にアップリンクがDVDビデオグラム化した。2009年（平成16年）には、同年4月17日にドイツのフランクフルトで行われたニッポンコネクションを皮切りに、カナダの映画祭やギリシャのテッサロニキ国際映画祭等に出品され、上映された。

## 出演作品
特筆以外すべての名義は「伊海田弘」である。東京国立近代美術館フィルムセンター（NFC）等の所蔵状況についても記す。

### 映画

#### 1950年代
- 『のんき夫婦』 : 監督杉江敏男、脚本新藤兼人、主演小林桂樹、製作東京映画、配給東宝、1956年10月3日公開 - 青年団員B役
- 『哀愁の街に霧が降る』 : 監督日高繁明、脚本村田武雄・日高繁明、主演山田真二・青山京子、製作・配給東宝、1956年10月31日公開 - 労働者B役
- 『おしどりの間』 : 監督木村恵吾、原作舟橋聖一、脚本長瀬喜伴・木村恵吾、主演山田五十鈴、製作東京映画、配給東宝、1956年12月19日公開
- 『フランキーの僕は三人前』（『僕は三人前』） : 監督瑞穂春海、脚本井上薫・新井一、主演フランキー堺、製作東京映画、配給東宝、1958年10月14日公開（映倫番号 10769）
- 『デン助のやりくり親父』 : 監督板谷紀之、脚本新井一・野木一平、主演大宮敏光、製作東京映画、配給東宝、1959年2月24日公開（映倫番号 11046） - 学生B役

#### 1960年代
- 『漫画横丁 アトミックのおぼん 女親分対決の巻』 : 監督佐伯幸三、原作杉浦幸雄、脚本柳沢類寿、主演水谷良重、製作東京映画、配給東宝、1961年5月23日公開（映倫番号 12227）
- 『地獄の饗宴』 : 監督岡本喜八、脚本池田一朗・小川英、主演三橋達也、製作東京映画、配給東宝、1961年9月29日公開（映倫番号 12458） - 94分の上映用プリントをNFCが所蔵[4]
- 『馬鹿まるだし』 : 監督山田洋次、原作藤原審爾、脚本加藤泰・山田洋次、主演ハナ肇、製作松竹大船撮影所、配給松竹、1964年1月15日公開（映倫番号 13449） - 「二階堂博」名義、87分の上映用プリントをNFCが所蔵[4]
- 『乾いた花』 : 監督篠田正浩、原作石原慎太郎、脚本馬場当・篠田正浩、主演池部良・加賀まりこ、製作松竹大船撮影所、配給松竹、1964年3月1日公開（成人映画・映倫番号 13231） - 「二階堂博」名義、96分の上映用プリントをNFCが所蔵[4]
- 『男の影』 : 監督大槻義一、原作菊村到、脚本大槻義一・熊谷勲・甲斐久尊、主演園井啓介・桑野みゆき、製作松竹大船撮影所、配給松竹、1964年10月15日公開（映倫番号 13661） - 「二階堂博」名義
- 『濡れた女』 : 製作山辺信雄、監督松原次郎、脚本黒岩松次郎、主演橘桂子、製作・配給東京企画、1965年10月公開（成人映画・映倫番号 14160）
- 『甘い唾液』（『甘いだえき』） : 製作田中忠夫、監督松井文、脚本生田捷平、主演三枝洋子・佐伯秀夫、製作・配給東京三映社、1965年11月公開（成人映画・映倫番号 14252）
- 『裸の復讐』 : 製作高木丈夫、企画山辺信雄、監督高木丈夫・松原次郎、脚本花巻京太郎、主演松井康子、製作ヤマベプロダクション、配給明光セレクト、1966年1月公開（成人映画・映倫番号 14326）
- 『肌が知っている』 : 製作多田幸弘・角田陽次郎、監督黒川文男、脚本砂村一男、主演牧和子、製作新幸プロダクション、配給大蔵映画、1966年2月公開（成人映画・映倫番号 14229） - ジャックの竜役
- 『魔性の人妻』 : 製作山辺信雄、監督高木丈夫・松原次郎、脚本花巻京太郎、主演松井康子、製作ヤマベプロダクション、配給明光セレクト、1966年3月公開（成人映画・映倫番号 14376）
- 『汚辱の女』 : 製作・企画山辺信雄、監督高木丈夫・岸信太郎、脚本黒岩松次郎、主演山吹ゆかり、製作ヤマベプロダクション、配給大蔵映画、1966年6月公開（成人映画・映倫番号 14443） - 秋元浩一役
- 『ダブル処女』 : 製作岸信太郎、企画山辺信雄、監督岸信太郎・三樹英樹、脚本太田信義、主演松井康子、製作ヤマベプロダクション、配給大蔵映画、1967年1月29日公開（成人映画・映倫番号 14814）
- 『縄と乳房』 : 製作山辺信雄、監督経堂一郎・岸信太郎、原作・脚本団鬼六、主演新高恵子、製作ヤマベプロダクション、配給関東映配、1967年1月31日公開（成人映画・映倫番号 14774） - 一太郎役
- 『残忍』 : 監督小森白、主演松井康子、製作東京興映、新東宝興業、1967年2月公開（成人映画・映倫番号 不明） - 「二階堂浩」名義・邦江の継子役
- 『いそがしい肉体』 : 製作山辺信雄、監督松原次郎、脚本花巻京太郎、主演左京未知子、製作ヤマベプロダクション、配給大蔵映画、1967年3月28日公開（成人映画・映倫番号 14870） - 村田信一役
- 『或る密通』 : 監督向井寛・山本晋也・若松孝二、共演岡田美子、製作・配給日本シネマフイルム、1967年4月15日公開（オムニバス、成人映画・映倫番号 14900） - 「二階堂浩」名義で主演・新郎役（若松孝二篇『第三話 口紅』）
- 『無軌道女性』 : 製作山辺信雄、監督松原次郎、脚本団鬼六、主演滝リエ、製作ヤマベプロダクション、配給大蔵映画、1967年5月1日公開（成人映画・映倫番号 14913） - 「戸田」役
- 『女の味』 : 製作・企画菜穂俊一、監督奥脇敏夫、脚本鳴滝三郎、主演辰巳典子、製作ワールド映画、配給日映企画、1967年7月公開（成人映画・映倫番号 不明） - 「二階堂浩」名義
- 『性の三悪』 : 監督小川欽也、主演谷ナオミ、製作・配給大蔵映画、1967年8月1日公開（成人映画・映倫番号 15016） - 「二階堂浩」名義
- 『柔肌しぐれ』 : 製作山辺信雄、監督飛田良、脚本団鬼六、主演林美樹、製作ヤマベプロダクション、配給関東映配、1967年8月11日公開（成人映画・映倫番号 15009）
- 『赤い肉』 : 製作山辺信雄、監督飛田良、脚本団鬼六、主演相原香織、製作ヤマベプロダクション、配給大蔵映画、1967年8月20日公開（成人映画・映倫番号 14975） - 「二階堂浩」名義・義太郎役、69分の上映用プリントをNFCが所蔵[4]
- 『ネッキング』 : 製作・企画菜穂俊一、監督奥脇敏夫、脚本長浜守彦、主演谷ナオミ、製作・配給ワールド映画、1967年8月公開（成人映画・映倫番号 不明） - 「二階堂浩」名義
- 『汚れ』 : 監督山本晋也、主演滝リエ、製作・配給日本シネマ、1967年9月19日公開（成人映画・映倫番号 15039） - 「二階堂浩」名義・光子の父役
- 『悪道魔十年』（『悪道庵十年』） : 総監督小森白、監督渡辺護・山本晋也、脚本五代斗志夫、主演美矢かおる、製作東京興映、配給新東宝興業、1967年10月公開（成人映画・映倫番号 不明） - 「二階堂浩」名義
- 『リンチと縛り』 : 製作山辺信雄、監督岸信太郎、主演辰巳典子、製作ヤマベプロダクション、配給日本シネマ、1967年11月7日公開（成人映画・映倫番号 15120） - 「二階堂浩」名義・「瀬川」役、61分の上映用プリントをNFCが所蔵[4]
- 『女のせい談』 : 製作・企画山辺信雄、監督武田有生、脚本瀬浪悟郎、主演松宮ユキ・左京未知子、製作ヤマベプロダクション、配給関西新東宝興業、1967年公開（成人映画・映倫番号 不明） - 「二階堂弘」名義・祐司役、65分の上映用プリントをNFCが所蔵[4]
- 『非行少女の日記』 : 製作山辺信雄、企画多田幸弘、監督松原次郎、脚本黒岩松次郎、主演山中溪子、製作ヤマベプロダクション、配給東京企画、1967年公開（成人映画・映倫番号 不明）
- 『色道仁義』 : 製作山辺信雄、企画岸信太郎、監督三樹英樹、脚本団鬼六、主演野上正義・清水世津、製作ヤマベプロダクション、配給日本シネマ、1968年3月公開（成人映画・映倫番号 15295） - 「二階堂浩」名義・松吉役
- 『0号夫人の告白より 好色秘話』 : 監督片岡均、主演林美樹、製作光映画、配給大蔵映画、1968年3月26日公開（成人映画・映倫番号 不明） - 「二階堂浩」名義
- 『怪談バラバラ幽霊』 : 監督小川欽也、脚本津川京一、主演秋川玲子・林美樹、製作・配給大蔵映画、1968年5月28日公開（成人映画・映倫番号 15371） - 「二階堂浩」名義・伸二郎役
- 『熱い犯行』 : 製作鷲尾飛天丸、企画千葉実、監督佐々木元、脚本五代斗志夫、主演ハニーヨシカワ、製作・配給日本シネマ、1968年6月公開（成人映画・映倫番号 15402） - 「二階堂浩」名義・風見役
- 『女浮世風呂』 : 監督井田探、脚本山崎巌、主演葉山良二、製作青山プロダクション、配給日活、1968年7月10日公開（成人映画・映倫番号 15430） - 「二階堂浩」名義・六助役
- 『ある色魔の告白 色欲の果て』 : 監督江崎実生、脚本山崎巌、主演藤木孝、製作青山プロダクション、配給日活、1968年8月14日公開（成人映画・映倫番号 15484） - 「二階堂浩」名義・中西刑事役
- 『色道一代 女の壷ふり』（『女の壺ぶり』『色道一代 女の壺ぶり』） : 製作鷲尾飛天丸、企画千葉実、監督梅沢薫、脚本団鬼六、主演乱孝寿、製作・配給日本シネマ、1968年8月公開（成人映画・映倫番号 15460） - 「二階堂浩」名義、68分の上映用プリントをNFCが所蔵[4]
- 『セックスドライブ』 : 製作高木丈夫、監督品川照二、脚本渋谷民三、主演野上正義・清水世津、製作シネユニモンド、1968年10月公開（成人映画・映倫番号 15237） - 「二階堂浩」名義・伊沢役
- 『続・肉体女優日記』 : 監督佐々木元、脚本池田正一、主演乱孝寿、製作前衛企画、配給日本シネマ、1968年10月公開（成人映画・映倫番号 不明） - 「二階堂浩」名義・「坂巻一夫」役
- 『秘帳 女浮世草紙』 : 監督井田探、脚本山崎巌、主演葉山良二、製作青山プロダクション、配給日活、1968年10月19日公開（成人映画・映倫番号 15595） - 「二階堂浩」名義・千太役
- 『肉の競艶』 : 監督松原次郎、主演祝真理、製作ヤマベプロダクション、1968年11月公開（成人映画・映倫番号 15583） - 「二階堂浩」名義・吉村役
- 『好色マンション(秘)室』 : 監督小川欽也、脚本津川京一、主演林美樹、製作・配給大蔵映画、1968年11月公開（成人映画・映倫番号 15594）
- 『欲情のうずまき』 : 監督小川欽也、主演林美樹、製作・配給大蔵映画、1968年12月公開（成人映画・映倫番号 15636） - 「二階堂浩」名義
- 『人生㊙劇場 壺あらそい』 : 監督小川欽也、脚本団鬼六、主演美矢かほる、製作・配給MAGプロモーション、1968年公開（成人映画・映倫番号 不明） - 「二階堂浩」名義、72分の上映用プリントをNFCが所蔵[4]
- 『婦女惨殺』 : 監督小川欽也、主演辰巳典子、製作・配給ワールド映画、1968年公開（成人映画・映倫番号 不明） - 「二階堂浩」名義
- 『好色坊主 四十八手斬り』（『好色坊主四八十手斬り』『好色坊主48手斬り』） : 監督東元薫、主演酒巻輝男、製作上松プロダクション、配給日映、1969年1月公開（成人映画・映倫番号 15694） - 「二階堂浩」名義
- 『好色一代 無法松』 : 企画・監督武田有生、主演港雄一・辰巳典子、製作・配給六邦映画、1969年3月公開（成人映画・映倫番号 15765） - 「二階堂浩」名義
- 『性診断旅行』（セックスしんだんりょこう） : 監督武田有生、脚本団鬼六、主演辰巳典子、製作・配給中央映画、1969年3月審査・公開（成人映画・映倫番号 不明） - 「二階堂浩」名義、67分の上映用プリントをNFCが所蔵[4]
- 『いろ卍』 : 製作・企画清一世、監督橘明、脚本入江拓、主演林美樹、製作東京興映、配給新東宝興業、1969年5月公開（成人映画・映倫番号 不明） - 「二階堂浩」名義
- 『情事のあと始末』 : 監督酒匂真直、主演珠瑠美、製作・配給六邦映画、1969年5月公開（成人映画・映倫番号 15875） - 「二階堂浩」名義
- 『競艶おんな極道 色道二十八人衆』 : 監督武田有生、主演珠瑠美、製作・配給六邦映画、1969年6月公開（成人映画・映倫番号 不明） - 「二階堂浩」名義
- 『十八才の妖婦』 : 監督武田有生、主演御所千景、製作中央プロダクション、配給中央映画、1969年6月21日審査・公開（成人映画・映倫番号 15919） - 「二階堂浩」名義、63分の上映用プリントをNFCが所蔵[4]
- 『セックスの群がり』 : 監督小川欽也、脚本小田巻静夫、主演二条朱美、製作・配給大蔵映画、1969年9月公開（成人映画・映倫番号 不明） - 「二階堂浩」名義
- 『異常集団』 : 製作・企画新東宝興業、監督志賀隆、脚本西田洋、主演江島祐子、製作東京興映、配給新東宝興業、1969年10月公開（成人映画・映倫番号 16073） - 「二階堂浩」名義

#### 1970年代
- 『白い乳房の戦慄』 : 企画団鬼六、監督小川欽也、主演辰巳典子、製作鬼プロ、配給ミリオンフィルム、1970年3月25日審査・4月公開（成人映画・映倫番号 16299） - 「二階堂浩」名義
- 『白昼の襲撃』 : 監督西村潔、脚本白坂依志夫・西村潔、主演黒沢年男、製作東京映画、配給東宝、1970年2月8日公開（映倫番号 16000）
- 『現代女子学生 性の告白』 : 監督北見一郎、脚本萩原新八、主演林美樹、製作・配給葵映画、1970年10月公開（成人映画・映倫番号 不明） - 「二階堂浩」名義
- 『㊙湯の街 夜のひとで』 : 監督渡辺護、脚本日野洸、主演大月麗子・吉田純、製作わたなべぷろだくしょん、配給関東映配、1970年8月公開（成人映画・映倫番号 不明） - 「二階堂浩」名義・トリ金役、上映用プリントをNFCが所蔵[20]
- 『ブルーフィルム 密室の痴態 残酷篇』 : 監督・脚本松本千之、主演千原和加子、製作・配給葵映画、1971年2月公開（成人映画・映倫番号 16686） - 「二階堂浩」名義
- 『痴漢性犯罪記録』 : 監督・脚本小林悟、主演真理野恵美・真湖道代、製作・配給葵映画、1971年3月公開（成人映画・映倫番号 不明） - 「二階堂浩」名義
- 『新妻の性体験』 : 監督小川欽也、脚本水谷一二三、主演杉村久美、製作・配給大蔵映画、1971年10月公開（成人映画・映倫番号 16907） - 「二階堂浩」名義・強盗A役
- 『淫風女子大寮』 : 監督小川欽也、脚本水谷一二三、主演杉村久美、製作・配給大蔵映画、1972年2月公開（成人映画・映倫番号 17070） - 「二階堂浩」名義・課長（アトラス自動車）役
- 『脱がせて脱がせて大勝負』 : 製作清一世、監督山本晋也、原作・脚本原良輔、助監督栗原幸治、主演島江利子、製作東京興映、配給新東宝興業、1972年3月公開（成人映画・映倫番号 16706） - 「二階堂浩」名義、69分の上映用プリントをNFCが所蔵[4]
- 『無宿人御子神の丈吉 黄昏に閃光が飛んだ』 : 監督池広一夫、脚本永原秀一・池広一夫、主演原田芳雄、製作東京映画、配給東宝、1973年6月9日公開（映倫番号 17505） - 出演・新八役
  - 第37話「宇宙から来た父の手紙」 : 監督鈴木清、1974年3月20日放映 - 出演・坂井鉄之助役
- 『動脈列島』 : 監督増村保造、原作清水一行、脚本白坂依志夫・増村保造、主演田宮二郎、製作東京映画、配給東宝、1975年9月6日公開（映倫番号 18338） - 出演、121分の上映用プリントをNFCが所蔵[4]

#### 1980年代
- 『団鬼六 人妻なぶり』 : 監督片岡修二、原作団鬼六、脚本丘哲民、主演長坂しほり、製作オリエント21、配給にっかつ、1987年10月17日公開（成人映画・映倫番号 112558） - 「二階堂浩」名義、70分の上映用プリントをNFCが所蔵[4]

### テレビドラマ
- 『スリラー劇場 夜のプリズム』第5回『羽田発七時五十分』 : 製作日本テレビ放送網、1959年2月18日放送（VTR収録放送劇）
- 『半七捕物帳』第15話 : 監督松本尚彦、原作岡本綺堂、脚本冬島泰三、主演尾上松緑、製作日本テレビ放送網、1962年2月10日放映
- 『風の視線』 : 原作松本清張、脚本高橋玄洋、製作NET、1962年4月2日 - 同年7月30日放送
- 『JNR公安36号』第10話「美しき容疑者」: 製作 NET・東映、1962年8月9日放映
- 『花の生涯』 : 演出井上博、原作舟橋聖一、脚本北条誠、1963年4月7日 - 同年12月29日放送（NHK大河ドラマ第1作） - 常備隊役
- 『特別機動捜査隊』第92話「歪んだ太陽」: 製作 NET・東映、1963年7月31日放映
- 『隠密剣士』第4部忍法闇法師 第5話「葉隠れの忍者」 : 監督船床定男、脚本伊上勝、主演天津敏、製作宣弘社プロダクション、1963年8月4日放映 - 葉隠れの葉蔵役
- 『忍者部隊月光』第11話・第12話「まぼろし作戦（前、後編）」 : 原作吉田竜夫、監督吉野安雄、脚本西田一夫、主演水木襄、製作NAC、1964年3月13日 ・ 同20日放映 - シロタ役
- 『特別機動捜査隊』第405話「愛憎の吊り橋」: 監督伊賀山正光、脚本岡田逹門、製作 NET・東映、1969年8月6日放映
- 『三日月情話』 : 監督真船禎、脚本佐々木守、製作東海テレビ放送・日本現代企画、1976年4月5日 - 同年5月21日放映
- 『太陽にほえろ!』
  - 第228話「目撃者」: 監督澤田幸弘、脚本小川英・中村勝行、製作東宝、1976年11月26日放映
  - 第294話「逮捕」: 監督山本迪夫、脚本小川英・杉村のぼる、1978年3月17日放映
  - 第344話「射程距離」: 監督木下亮、脚本小川英・四十物光男、1979年3月2日放映
- 『赤とんぼ』第35話・第36話 : 製作日本現代企画・東海テレビ放送、1978年4月7日・10日放映（お昼のテレビ小説） - 漁師役
- 『ふたりの旅路』: 製作国際放映・TBS、1981年8月31日 〜 1981年10月30日放映
- 『西新宿俳句おばさん事件簿』1「私でない私の犯罪」 : 監督松尾昭典、脚本吉田剛、製作東阪企画・TBS、1993年4月19日放映

### 特撮
- 『シルバー仮面ジャイアント』 : 製作宣弘社
  - 第12話「恐怖のサソリンガ」: 監督田村正蔵、脚本上原正三、1972年2月13日放映 - 調査隊長役
  - 第19話「逆転 シルバー旋風斬り」 : 監督大木淳、脚本上原正三、1972年4月2日放映 - 黒木役
- 『アイアンキング』 : 製作宣弘社、1972年10月8日 - 1973年4月8日放映 - 予告ナレーション（レギュラー）
  - 第1話「朝風の密使」 : 監督田村正蔵、1972年10月8日放映 - 不知火順三郎役
  - 第2話「廃墟の白鳥」 : 監督田村正蔵、1972年10月15日放映 - 不知火順三郎役
  - 第3話「戦士の微笑」 : 監督田村正蔵、1972年10月22日放映 - 不知火順三郎役
  - 第20話「宇虫人タイタニアンの逆襲」 : 監督福原博、1973年2月25日放映 - 鈴木先生役
- 『怪獣大奮戦 ダイゴロウ対ゴリアス』 : 監督飯島敏宏、脚本千束北男、主演三波伸介、製作円谷プロダクション・東宝、配給東宝、1972年12月17日公開（映倫番号 17214） - 飼育係員役、85分の上映用プリントをNFCが所蔵[4]
- 『スーパーロボット レッドバロン』 : 製作宣弘社、1973年7月4日 - 12月26日放映 - デビラー総統役（レギュラー）
  - 第37話「宇宙から来た父の手紙」:監督鈴木清、1974年3月13日放映 - 坂井鉄之助役
- 『スーパーロボット マッハバロン』 : 製作日本現代企画、1974年10月7日 - 1975年3月31日放映 - ゲオルク・ララーシュタイン役（レギュラー）
- 『恐竜戦隊コセイドン』 : 製作円谷プロダクション、東京12チャンネル
  - 第16話「コセイダー 恐獣戦車を倒せ」 : 監督外山徹、脚本山浦弘靖、1978年10月20日放映 - 声の出演・ゴメル軍団長役
  - 第20話「BC兵器 魔のフィーバーガス」 : 監督平山公夫、脚本西沢七瀬、1978年11月17日放映 - 声の出演・将軍ケスノーチ役・恐獣キノコング役
  - 第21話「ファイタス 溶岩地獄からの脱出」: 監督外山徹、脚本田口成光、1978年11月24日放映 - 声の出演・将軍ケスノーチ役
  - 第24話「食肉恐獣バリバァ 赤い花の恐怖」 : 監督平山公夫、脚本阿部桂一、1978年12月15日放映 - 声の出演・食肉恐獣バリバァ役
- 『ウルトラマン80』第12話「美しい転校生」 : 監督深沢清澄、脚本広瀬襄、主演長谷川初範、製作円谷プロダクション・TBS、1980年6月18日放映 - ビブロス星人指令役
- 『アンドロメロス』第1話 - 第7話 : 監督高橋良和、製作円谷プロダクション・TBS、1983年2月28日 - 同年3月9日放映 - マグマ星人三人衆・ダクミラン役

### テレビアニメ
- 『恐竜探険隊ボーンフリー』 : 製作NET / 円谷プロダクション
  - 第4話「砂漠の暴れん坊ティラノサウルス」 - 第17話「キングバトラーの最期!」 : 監督高野宏一ほか、脚本阿部桂一ほか、1976年10月22日 - 1977年1月28日放映 - グレン役（第4話 - 第17話）
  - 第23話「人喰い恐竜を倒せ!」 : 監督高野宏一、脚本阿部桂一、1977年3月11日放映 - オリバー役
  - 第24話「謎の恐竜エゾサウルス」 : 監督高野宏一、脚本阿部桂一、1977年3月18日放映 - 小田役
- 『ザ☆ウルトラマン』 : 製作円谷プロダクション
  - 第2話「光るペンダントの秘密」 : 監督古川順康、脚本吉川惣司、1979年4月11日放映 - 発電所所長役
  - 第42話「ウルトラマン生けどり作戦」 : 監督八木岡正美、脚本吉川惣司、1980年1月30日放映 - タンカー船長役

### 吹き替え
- 『特捜班CI-5』第12話「恋におちた女優のもう一つの顔」 : 製作中部日本放送、1978年12月9日放映

### 人形劇
- 『サンダーバード』第25話「情報員MI. 5」 : 1966年10月16日放映 - 男A・リッター役